# Calceolaria biflora
Calceolaria biflora là một loài thực vật có hoa trong họ Calceolariaceae. Loài này được Lam. mô tả khoa học đầu tiên năm 1785.

## Hình ảnh

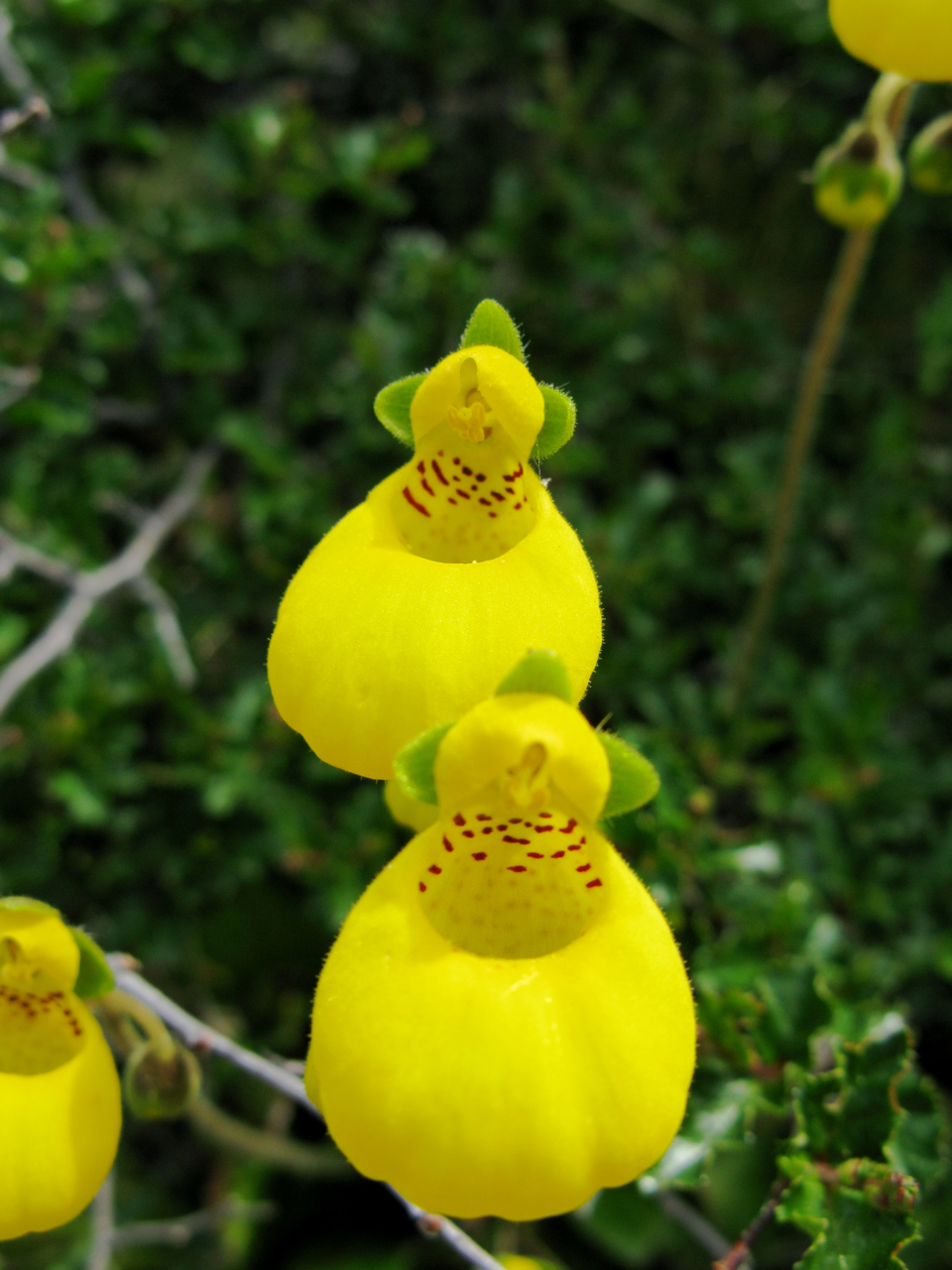
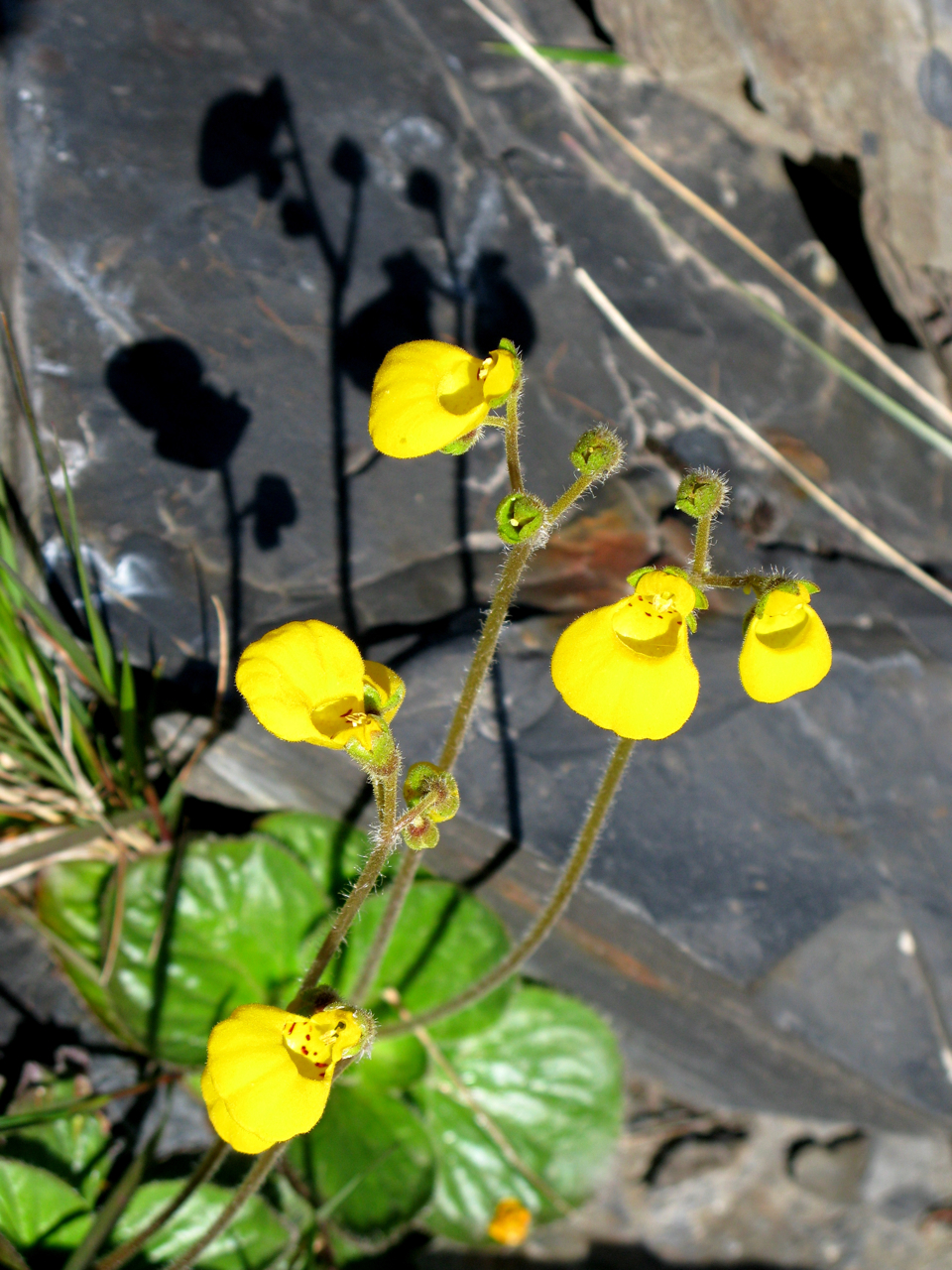
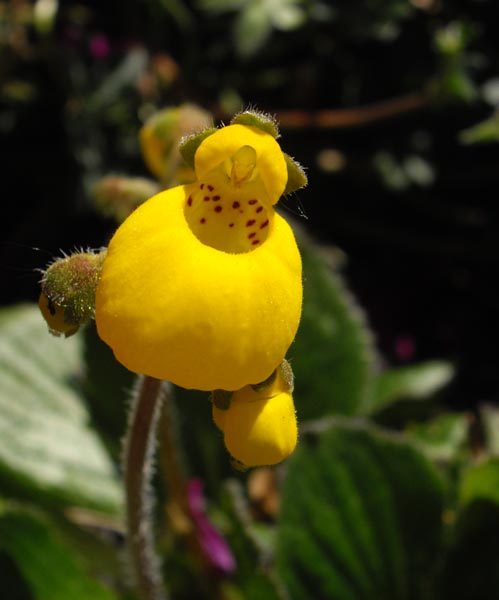
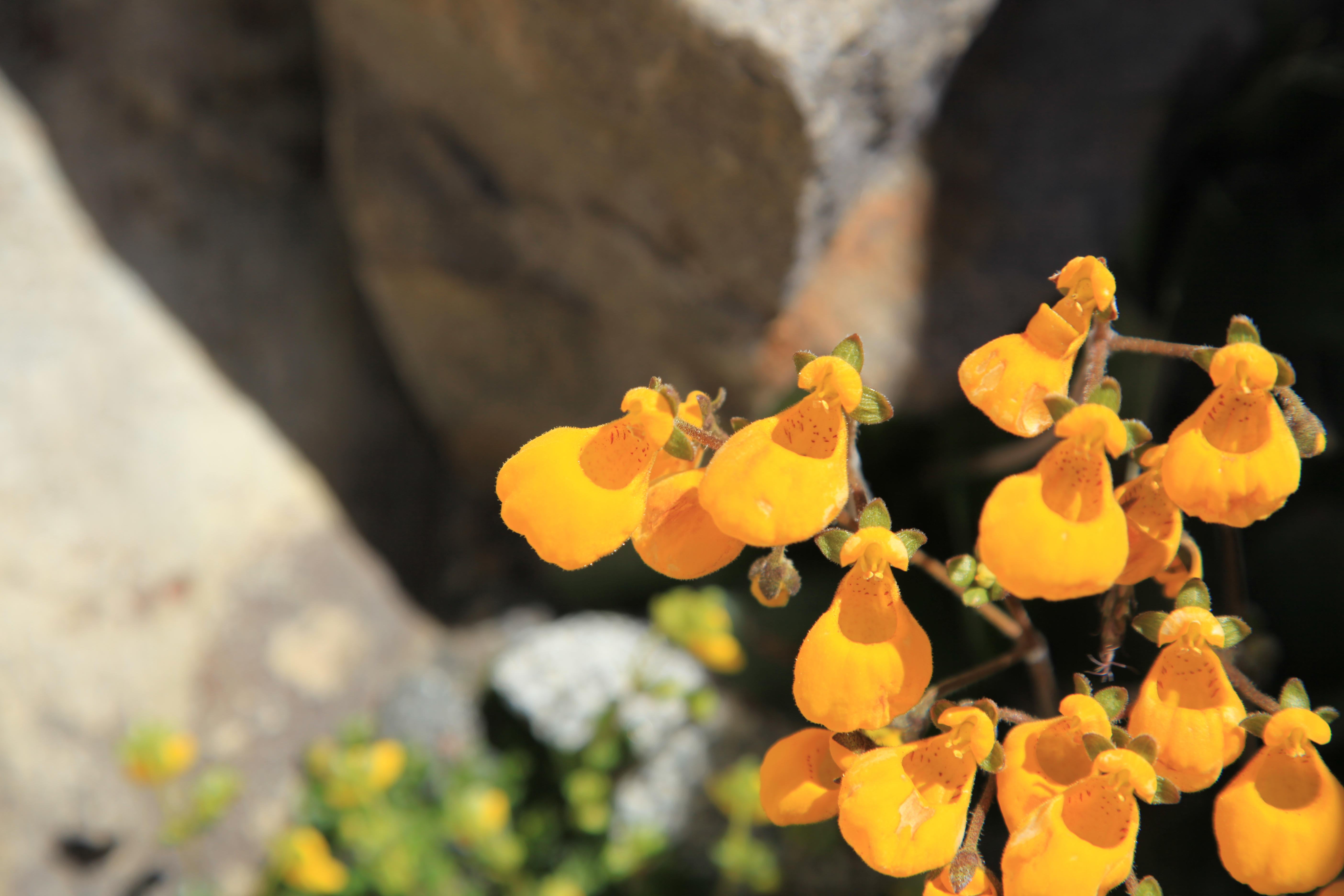